# El fabricante de colores retirado
El fabricante de colores retirado (título original: The Retired Colourman) es uno de los 56 relatos cortos sobre Sherlock Holmes escrito por Arthur Conan Doyle. Fue publicado originalmente en Liberty, después en The Strand Magazine y posteriormente recogido en la colección El archivo de Sherlock Holmes.

## Argumento
Watson, a su llegada al 221-B de Baker Street, se cruza con un patético personaje que Scotland Yard ha enviado a Holmes  como el médico manda al gran especialista a un enfermo desahuciado El singular personaje es Josiah Amberley, socio de la firma Brickfall y Amberley, fabricantes de materiales artísticos. Retirado en 1896, había contraído matrimonio al año siguiente con una joven veinte años más joven. La afición de Amberley al ajedrez le hizo dar entrada en su casa al doctor Ray Ernest. El interés del joven doctor había ido derivando del tablero de ajedrez a la persona de la joven esposa de su contrincante. Amberley acude a Holmes para que investigue la desaparición de su esposa que, aparentemente, ha huido con el joven amante y con todos los ahorros de su marido.
Holmes, con la ayuda de Watson, irá tirando de los diferentes hilos hasta llegar a la verdad. El abandonado esposo resultará ser un hombre perturbado y ruin que, sádicamente, se ha vengado de su esposa y del doctor Ernest. Curiosamente, un rival de Holmes, Baker, contratado por la familia del doctor, colaborará en la investigación llevada a cabo por los dos amigos.